# Piroxicam
Piroxicam is een NSAID ontstekingsremmer en pijnstiller (prostaglandinesynthetaseremmer) behorend tot de oxicamzuurderivaten.
Piroxicam wordt gebruikt om de symptomen te verlichten bij reumatoïde artritis, de ziekte van Bechterew en artrose.
Piroxicam wordt niet beschouwd als prostaglandinesynthetaseremmer van eerste keus. Het zou uitsluitend moeten worden ingezet door artsen met ervaring in de behandeling van chronische gewrichtspijnen.
Zoals bij de meeste NSAID's zijn bij langdurig gebruik van piroxicam maatregelen nodig om maagbloedingen te voorkomen.